# Hitman (videogioco 2016)
Hitman è il sesto episodio della serie di videogiochi Hitman sviluppato da IO Interactive e pubblicato da Square Enix per Microsoft Windows, PlayStation 4 e Xbox One sotto forma di 6 episodi distinti dall'11 marzo 2016. Le conversioni per Linux e MacOS, sviluppate e pubblicate da Feral Interactive, sono state rilasciate nel febbraio 2017 e giugno 2017 rispettivamente. Il videogioco ha raggiunto la soglia di 7 milioni di copie vendute, diventando il capitolo più venduto dell'intera serie.
Il prologo del videogioco funge da prequel del primo episodio della serie, Hitman: Pagato per uccidere, mentre tutto il resto del gioco è ambientato 6 anni dopo gli eventi di Hitman: Absolution.
Il 3 agosto 2017 la IO Interactive ha annunciato che Hitman ha superato la soglia dei 5 milioni di utenti, che tuttavia non vanno confusi con le copie vendute visto che potrebbe dunque comprendere coloro che hanno acquistato solo il primo capitolo o che hanno effettuato l'accesso con account diversi; proprio il primo capitolo era stato infatti messo a disposizione gratuitamente poco prima, ma si tratta comunque di un traguardo importante che la stessa IO Interactive definisce un «enorme successo». Nel maggio 2018 IO Interactive annunciò che il titolo aveva raggiunto e superato i 13 milioni di giocatori.
Il seguito, Hitman 2, venne distribuito a partire dal 13 novembre 2018, mentre Hitman 3 – capitolo conclusivo della trilogia – a partire dal gennaio 2021.

## Novità rispetto agli altri capitoli della serie
Il videogioco è interessato da alcune sostanziali novità circa l'equipaggiamento per le missioni, che modificano una realtà di fatto rimasta immutata sin dai tempi di Hitman: Codename 47. Dell'equipaggiamento tradizionale di 47, infatti, rimangono di default solamente il cavo di fibra e il grimaldello, mentre le altre armi, comprese le stesse Silverballers, devono essere di volta in volta sbloccate completando le varie missioni con un certo punteggio. Altre modifiche, invece, riguardano l'utilizzo della modalità istinto, la quale, a differenza di Hitman: Absolution in cui è stata introdotta, non consente più di passare inosservato oppure di selezionare i bersagli da eliminare in rapida successione.

## Trama
In un prologo,  che si svolge vent'anni prima degli eventi principali di Hitman, si vede un giovane Agente 47 sottoporsi a una serie di test da parte dell'ICA per diventare un sicario dell'organizzazione. Supervisionato da Diana Burnwood, 47 affronta diversi scenari storici ricreati dall'agenzia per valutare le sue capacità. Fin da subito, dimostra una tale abilità e precisione da far sospettare all'agenzia che abbia già esperienza come assassino per un'altra organizzazione. I superiori di Diana decidono quindi di aumentare il livello di difficoltà della prova finale, ricreando una missione del 1979 in cui Erich Soders, ex agente ICA e attuale capo dell'agenzia, riuscì a infiltrarsi in una base militare russa a Cuba e ad eliminare Jasper Knight, un campione di scacchi americano scoperto come spia sovietica. Nonostante le ulteriori misure di sicurezza, aggiunte per mettere l'agente in difficoltà, 47 riesce a portare a termine la missione con l'aiuto di Diana, forzando l'ICA ad accettarlo come uno dei loro agenti più promettenti. Dopo il prologo, la trama si sposta al 2019, sei anni dopo gli eventi di Hitman: Absolution.
L'MI6 ingaggia l'ICA per eliminare Viktor Novikov e Dalia Margolis, amministratori delegati della Sanguine, un famoso marchio di moda. Dietro la loro facciata si nasconde la IAGO, un'organizzazione criminale che vende informazioni classificate. 47 viene inviato a Parigi, dove la Sanguine ha organizzato una sfilata di moda nel sontuoso Palais de Waleska, che serve anche come copertura per un'asta di IAGO in cui si venderà una lista di agenti segreti britannici. 47 riesce a infiltrarsi, eliminare i bersagli e salvare così gli interessi dell'MI6. Un flashback rivela che il giorno prima, Novikov aveva incontrato un uomo misterioso nei giardini del palazzo per scambiare informazioni, scambio che culmina con la consegna di una lista non specificata in cambio della cancellazione del dossier di Novikov dagli archivi dell'FSB. 
Per la sua seconda missione, 47 viene inviato a Sapienza, cittadina della costiera amalfitana, per eliminare il bioingegnere Silvio Caruso, che sta sviluppando un virus a DNA specifico nel laboratorio sotto la sua villa. Il mandante è la Ether Pharmaceuticals, finanziatrice di Caruso, che vuole sabotare il progetto per motivi etici senza ripercussioni legali. 47 deve anche eliminare Francesca De Santis, capo squadra di Caruso, e distruggere il prototipo non finito del virus. Con successo, 47 porta a termine la missione. Nel frattempo, l'uomo misterioso uccide un uomo d'affari in un parcheggio a Johannesburg, non prima di avergli sottratto una chiave magnetica, rivelando di aver già recuperato l'altra chiave da un certo Cobb.
La terza missione si svolge in Marocco, dove 47 deve fermare un colpo di Stato eliminando il banchiere svedese Hugo Stradberg, asserragliato nel consolato svedese di Marrakech, e il generale Reza Zaydan, stabilitosi in una scuola abbandonata lì vicino. Stradberg si è rifugiato nell'ambasciata dopo aver truffato per miliardi di dollari i contribuenti marocchini, mentre Zaydan ha orchestrato la sua fuga attaccando il convoglio su cui Stradberg stava viaggiando, per causare una rivolta e imporre la legge marziale. 47, sotto richiesta della multinazionale edile Hamilton-Lowe (preoccupata di perdere una serie di fruttuosi contratti edilizi a causa del colpo di stato), elimina entrambi i bersagli e sventa il complotto. Poco dopo la missione, un bunker a New York viene svuotato, usando le due chiavi magnetiche rubate in precedenza dall'uomo misterioso, portando i membri di una organizzazione nota come "Providence" a rendersi conto di essere sotto attacco.
Nel frattempo, 47 si reca all'Hotel Himmapan di Bangkok, dove gli viene commissionato l'omicidio di Jordan Cross, frontman della band Indie-Rock The Class e figlio del potente magnate delle comunicazioni Thomas Cross, e del suo avvocato Ken Morgan. Dopo aver completato la missione, tuttavia, 47 viene avvicinato da Diana in un aeroporto: la donna comunica che l'omicidio di Cross era solo un espediente per attirare il padre Thomas allo scoperto per poi eliminarlo; La donna aggiunge che un'ulteriore investigazione l'ha portata a scoprire non solo che i bersagli erano tutti collegati tra loro, ma che i mandanti in realtà erano solamente alias della stessa persona, il cosiddetto "cliente ombra". Decisi a scoprire chi si è preso gioco dell'ICA e nonostante le direttive di Soders, che invita a mantenere la neutralità dell'agenzia, Diana e 47 iniziano un'indagine privata che li porta a scoprire il legame tra il cliente ombra e la hacker Olivia Hall. Seguendo le sue tracce, scoprono che il cliente ombra gestisce un complesso paramilitare in Colorado, guidato dall'ecoterrorista Sean Rose. 47 si infiltra nel complesso alla ricerca di indizi, elimina Rose e i suoi sottoposti e si infiltra nel rifugio anti-tornado della proprietà, scoprendo informazioni sconvolgenti: oltre a conosce l'identità e il passato di 47, il cliente ombra sembra aver provato l'esistenza di Providence, un'organizzazione segreta gestita dagli individui più potenti del pianeta volta a mantenere il controllo economico. Dopo aver appurato che tutti i bersagli precedentemente uccisi  da 47 erano membri di Providence, Diana e l'agente si rendono conto con grande stupore che lo stesso Soders è un agente dell'organizzazione. Nel lasciare il complesso, il cliente ombra (che si scopre essere l'uomo misterioso) tiene 47 sotto tiro, rivelando di conoscerlo personalmente.
Il consiglio ICA, dopo aver appreso del tradimento di Soders, ordina la sua esecuzione. L'ormai ex-capo dell'agenzia viene rintracciato in una lussuosa clinica medica nell'isola di Hokkaido, pronto per essere operato a causa del suo Situs Inversus. 47 raggiunge l'ospedale, eliminando Soders e Yuki Yamazaki, un'avvocatessa della Yakuza,  incaricata da Soders di rendere pubblica una lista di agenti ICA in servizio a operazione conclusa. Il gioco si conclude su un treno, al cui interno Diana ha una conversazione con uno degli esponenti di Providence: l'uomo vuole infatti assoldare l'ICA per cacciare il cliente ombra, offrendo in cambio delle informazioni confidenziali sul passato di 47. La donna, all'inizio diffidente, accetta la proposta dell'uomo.

## Modalità di gioco
Hitman è un videogioco di azione furtiva in terza persona che permette al giocatore di prendere il controllo di Agente 47, un assassino ben addestrato, che procede in diverse parti del mondo per assassinare il suo obiettivo. Il gioco incoraggia la creatività, i giocatori possono utilizzare diversi metodi per completare i loro obiettivi. Ad esempio, possono utilizzare armi a lungo raggio come un fucile da cecchino per le lunghe distanze così da colpire i propri nemici, eliminare i loro obiettivi direttamente utilizzando esplosivi o utilizzando le armi da mischia presenti nel gioco, come le asce e le katane. Il giocatore può anche creare distrazioni e mascherare gli assassinii con la creazione di alcuni incidenti apparentemente casuali. Una volta che i nemici sono sconfitti, il giocatore può prendere i loro abiti e travestirsi come loro, così facendo può accedere ad aree riservate più facilmente. Bonus come nuovi gadget saranno assegnati al giocatore in base alle sue prestazioni durante le missioni. Alcune missioni sono limitate nel tempo e possono apparire solo una volta. Se il giocatore non riesce a completare queste missioni a tempo, non potrà completarle nuovamente più avanti. Le azioni dei personaggi non giocabili nel gioco hanno un impatto su questo. Ad esempio, il giocatore può ottenere ulteriori informazioni sulla posizione del suo obiettivo attraverso l'ascolto di una notizia.
Il livello di progettazione del gioco presenta una struttura simile a quella di Hitman: Blood Money in contrasto con la struttura lineare di Hitman: Absolution. Ogni livello del gioco è un piccolo sandbox che può essere esplorato dal giocatore. I livelli sono anche più grandi in questo Hitman, in cui le mappe nel gioco saranno "sei-sette volte più grandi dei maggiori livelli di Hitman: Absolution". Livelli che ospitano ben 300 personaggi non giocabili, che interagiscono ognuno secondo una propria routine e reagiscono in modo diverso con le azioni dei giocatori. Il sistema di checkpoint visto precedentemente con Hitman: Absolution è stato ormai rimpiazzato. Il giocatore può salvare la sua partita in qualsiasi momento durante le missioni.
La modalità Contratti torna in questa versione di Hitman. Il giocatore può creare scenari e obiettivi di assassinio. Questi scenari e obiettivi possono essere condivisi con altri giocatori. La modalità Istinto, che è stato introdotto con Hitman: Absolution, ritorna e viene semplificata.
Le mappe e le missioni principali presenti nel gioco sono sei:
1. Il guastafeste (ambientata a Parigi);
2. Il mondo di domani (ambientata a Sapienza, città fittizia della Costiera Amalfitana);
3. Una prigione dorata (ambientata a Marrakech);
4. Club 27 (ambientata a Bangkok);
5. Paladini della libertà (ambientata in Colorado);
6. Situs Inversus (ambientata a Hokkaidō);

## Sviluppo
Hitman era originariamente sviluppato da Square Enix sviluppatore Square Enix Montréal, uno studio di nuova costituzione. A causa di esodi e mobilità della IO Interactive, altri progetti non sono stati più seguiti, portando queste attenzioni al nuovo gioco di Hitman, e Square Enix Montreal si concentrerà ora sullo sviluppo di versioni di smartphone e tablet di Hitman e altri giochi.

## Accoglienza
| Testata                           | Versione | Giudizio |
| --------------------------------- | -------- | -------- |
| GameRankings (media al 9-12-2019) | PC       | 81,25%   |
| GameRankings (media al 9-12-2019) | PS4      | 78,35%   |
| GameRankings (media al 9-12-2019) | XONE     | 74,38%   |
| Metacritic (media al 11-3-2016)   | PC       | 75       |
| Metacritic (media al 11-3-2016)   | PS4      | 77       |
| Metacritic (media al 11-3-2016)   | XONE     | 75       |

| Testata                           | Versione | Giudizio |
| --------------------------------- | -------- | -------- |
| GameRankings (media al 9-12-2019) | PC       | 86,25%   |
| GameRankings (media al 9-12-2019) | PS4      | 84,38%   |
| GameRankings (media al 9-12-2019) | XONE     | 75,83%   |
| Metacritic (media al 26-4-2016)   | PC       | 84       |
| Metacritic (media al 26-4-2016)   | PS4      | 84       |
| Metacritic (media al 26-4-2016)   | XONE     | 79       |

| Testata                           | Versione | Giudizio |
| --------------------------------- | -------- | -------- |
| GameRankings (media al 9-12-2019) | PC       | 79,20%   |
| GameRankings (media al 9-12-2019) | PS4      | 73,88%   |
| GameRankings (media al 9-12-2019) | XONE     | 76,67%   |
| Metacritic (media al 31-5-2016)   | PC       | 79       |
| Metacritic (media al 31-5-2016)   | PS4      | 75       |

| Testata                           | Versione | Giudizio |
| --------------------------------- | -------- | -------- |
| GameRankings (media al 9-12-2019) | PC       | 78,25%   |
| GameRankings (media al 9-12-2019) | PS4      | 70,86%   |
| GameRankings (media al 9-12-2019) | XONE     | 85,00%   |
| Metacritic (media al 16-8-2016)   | PC       | 78       |
| Metacritic (media al 16-8-2016)   | PS4      | 71       |

| Testata                           | Versione | Giudizio |
| --------------------------------- | -------- | -------- |
| GameRankings (media al 9-12-2019) | PC       | 75,00%   |
| GameRankings (media al 9-12-2019) | PS4      | 70,23%   |
| GameRankings (media al 9-12-2019) | XONE     | 90,00%   |
| Metacritic (media al 27-9-2016)   | PC       | 74       |
| Metacritic (media al 27-9-2016)   | PS4      | 70       |

| Testata                            | Versione | Giudizio |
| ---------------------------------- | -------- | -------- |
| GameRankings (media al 31-10-2016) | PC       | 82,50%   |
| GameRankings (media al 31-10-2016) | PS4      | 82,91%   |
| GameRankings (media al 31-10-2016) | XONE     | 82,50%   |
| Metacritic (media al 31-10-2016)   | PC       | 83       |
| Metacritic (media al 31-10-2016)   | PS4      | 81       |

Hitman ha ricevuto in generale critiche positive sul sito Metacritic, così come recensioni solitamente positive. Il metascore per il gioco completo è di 84, 87 e 83 per PlayStation 4, Xbox One e PC rispettivamente.
I progressi di gioco e gli sbloccabili ottenuti online non possono essere trasferiti nella modalità offline se il giocatore perde la connessione; IO Interactive ha confermato che tutto ciò fa parte dell'esperienza di gioco dal vivo e non del digital rights management. Il problema è stato parzialmente risolto con una patch pubblicata il 28 Novembre 2016.
In un'intervista su PCGamesN, lo sviluppatore Torben Ellert ha affermato che i vecchi Bersagli Elusivi non faranno ritorno per non intaccare la qualità del prodotto, che ne avrebbe risentito per via della ripetitività degli obiettivi.
Hitman è stato scelto come Miglior Gioco del 2016 da Giant Bomb nelle loro discussioni sul 2016 Game of the Year. Lo staff di Giant Bomb ha giustificato tale scelta affermando che il «2016 è stato pieno di enormi debutti, finali e resurrezioni, ma l'inaspettato successo di Hitman ci ha fatto parlare, sudare, imprecare e ridere più di ogni altro gioco dell'anno»

## Easter eggs
Nel videogioco sono presenti numerosissimi easter egg, tra i quali si ricordano:
- nella missione Il mondo di domani se, sparando con il fucile da cecchino, si colpiscono in un certo ordine (dalla nota musicale più bassa a quella più alta) le 4 campane di una barca a vela al largo, i tentacoli di un kraken affioreranno dal mare trascinando giù a fondo l'imbarcazione (e facendo guadagnare al giocatore l'achievement La speranza muore per ultima...);
- nella missione Il mondo di domani, ambientata in Italia, sono presenti due idraulici : Mario Saltatore, che indossa una tuta rossa, e Luigi Saltatore, che indossa una tuta verde. Il nome, la nazionalità, la professione e il colore degli abiti indossati da questi due personaggi sono un chiaro riferimento ai fratelli Mario e Luigi, protagonisti di una lunga serie di videogiochi;
- nella missione Il mondo di domani, se il giocatore si infiltra nell'appartamento di Rocco (quello sopra il rifugio dell'ICA) può osservare nel pc di questi uno screenshot di Hitman Sniper Challenge sul suo monitor. Rocco è stato interpretato dall'uomo che ha ottenuto il punteggio più alto nella sfida di Sniper Challenge e ha ottenuto il ruolo come ricompensa;
- nella missione The Icon vi sono 2 personaggi non giocanti che parlano di rimpiazzare Dino Bosco con un attore chiamato "Dave Bateson" per il ruolo da protagonista del nuovo film, "The Icon". È un riferimento ad una fase dello sviluppo di Hitman: Absolution in cui William Mapother (che presta la voce al personaggio di Dino Bosco) aveva quasi rimpiazzato lo storico doppiatore David Bateson per il ruolo dell'Agente 47;
- nelle missioni ambientate nella fittizia città italiana di Sapienza, è presente l'avvocato Salvatore Bravuomo il cui nome è la traduzione in lingua italiana del personaggio Saul Goodman di Breaking Bad (Salvatore Bravuomo = Sal Good Man = Saul Goodman);
- nella missione Una prigione dorata, quando Claus Hugo Strandberg, rifugiatosi all'interno del consolato svedese di Marrakesh, viene ucciso da 47 viene ammainata la bandiera svedese del consolato;
- nella missione Club 27, si può ascoltare un facoltoso ospite dell'albergo raccontare a un suo amico che, grazie alla sua popolarità, tutti lo amano e quindi potrebbe diventare un presidente, elencando poi cosa farebbe per rendere il suo Paese di nuovo grande ("he will make this country great again"). Si tratta di un evidente richiamo alla persona e alla campagna elettorale di Donald Trump, all'epoca dello sviluppo dell'episodio candidato repubblicano per la presidenza e poi nominato il 20 gennaio 2017 45º presidente degli Stati Uniti d'America;
- nella missione Situs inversus, ambientata in Giappone, il nome del direttore della clinica GAMA è Akira Nakamura. Nella realtà, Akira Nakamura è il nome di un giocatore di baseball giapponese. Nel videogioco, c'è un travestimento da giocatore di baseball nella stanza del direttore.
- nella missione Situs inversus, oltre a quel che suggerisce l'ambientazione del giardino presente nella struttura ospedialiera, vi è un chiaro riferimento al film Kill Bill: Volume 1: di fatto, nell'obitorio, si trova un cadavere adagiato su una barella con una tuta da motociclista gialla e nera, simile a quella indossata da Uma Thurman nel medesimo film.
- Nel filmato successivo alle prime missioni introduttive del gioco, che sono un prologo che avviene prima tutti i giochi della serie e 20 anni prima il resto della storia del gioco, si vedono alcuni degli omicidi compiuti da 47 nel corso degli altri giochi della serie, effettuati negli anni che separano il prologo dal resto della storia di questo gioco

## DLC
Accanto alle missioni della trama principale, sono presenti ulteriori livelli ambientati però negli stessi scenari menzionati in precedenza. Alcuni di questi contenuti costituiscono un pacchetto aggiuntivo che deve essere acquistato a parte come espansione del gioco.

### Abbuffata delle feste
In questa missione, ispirata al film Mamma, ho perso l'aereo, affinché non possano rovinare il Natale, 47 dovrà eliminare due ladri che tenteranno di rubare vari oggetti per tutto il Palais De Walewska, che rimane sempre lo stesso di Il guastafeste ma con delle piccole aggiunte natalizie.

### The icon
La piazza principale di Sapienza è stata adibita come set cinematografico per girare le riprese di The icon, un film basato su una serie di fumetti. Purtroppo Dino Bosco, ovvero l'attore principale, sta mandando sul lastrico la casa di produzione a causa delle sue pretese assurde e del suo totale disinteresse per il budget. La casa di produzione ha dunque assoldato l'ICA per congedare Bosco senza incappare in problemi legali.

### Effetto valanga
Il candidato politico Marco Abiatti ha organizzato per le strade di Sapienza, la sua città natale, un piccolo festival per cercare di ottenere consensi. In realtà dietro la figura di Abiatti si cela un criminale in accordo con numerose associazioni criminali, tanto che il noto bioingegnere Silvio Caruso ha assoldato l'ICA per eliminarlo e impedirgli di salire al potere della politica italiana.

### Fragili fondamenta
L'imprenditore cinese Kong Tuo-Kwang deve incontrarsi a Marrakech con l'architetto Matthieu Mendola, che ha tradito la Hamilton-Lowe rubando alcuni progetti edilizi importanti dal valore di miliardi di dollari. Il compito di 47 sarà quello di eliminare entrambi i bersagli e di recuperare le informazioni contenute nel tablet di Mendola.

### Paziente zero (divisa in 4 parti)

#### L'origine
47 è stato mandato a Bangkok, dove Oybek Nabazov, leader di un culto, ha organizzato una mostra basata sulla propria esperienza di vita. In realtà il culto è tutta una copertura per un progetto molto più sinistro: Nabazov infatti vuole liberare un virus particolarmente letale e infettivo per "pulire" il pianeta. 47 dovrà eliminare sia Nabazov che la sua assistente, sorella Yulduz.

#### L'autore
Dopo l'eliminazione di Nabazov e Yulduz, un segnale attivatosi in remoto ha innescato una serie di azioni da parte di vari membri del culto. A Sapienza infatti uno dei confratelli del culto, Fratello Akram, deve incontrarsi con un altro adepto, il noto scrittore Craig Black, che nel frattempo sta ospitando un'anteprima del suo nuovo libro nella chiesa di Sapienza. 47 deve eliminare entrambi i bersagli e recuperare l'oggetto dell'incontro, una piccola provetta contenente il virus.

#### Il vettore
Dopo gli eventi di Sapienza, 47 deve eliminare un altro membro della setta, il medico Bradley Paine: Sfruttando le sue conoscenze del virus, Payne ha infettato con il virus quattro membri della miliza in Colorado. 47 dovrà eliminare Payne e i quattro infetti, appostato su una torre con un fucile di precisione per evitare ogni tipo di contagio.

#### Paziente zero
Dopo la prestazione di 47 in Colorado, arriva una notizia inaspettata: le autorità giapponesi hanno arrestato in un aeroporto Owen Cage, il cosiddetto "paziente zero" portatore del virus, e lo hanno messo in quarantena nel centro GAMA di Hokkaido. 47 dovrà terminare una volta per tutte il virus Nabazov eliminando due bersagli: Owen Cage, ultimo portatore del virus, e Klaus Liebleid, responsabile della Ether che sta studiando Cage, ormai prossimo alla morte a causa degli effetti della malattia, per estrarre il virus e usarlo a scopo di lucro.